# Пітер Ашерл
Пітер Ашерл (англ. Peter Ascherl; 7 червня 1953, Торонто, Онтаріо, Канада — 5 червня 2022) — німецький хокеїст канадського походження, нападник.

## Кар'єра
Пітер Ашерл почав свою кар'єру в Канаді у складі команди «Кембридж Горнетс». Його предки приїхали до Канади з Німеччини. У 1979 році він переїхав до Німеччини, де виступав за «Маннхаймер ЕРК» у Бундеслізі. За три сезони провів, 124 гри та набрав 125 очок, у тому числі 68 голів. У 1980 році став чемпіоном Німеччини. Після сезону 1981/1982 Пітер переходить до «Кельнер» ЕК, за сезон набрав 20 очок (5 + 15). У сезоні 1983/84 нападник відіграв 24 матчі у регулярному сезоні за Дюссельдорф ЕГ, в активі 9 очок (4 + 5). Сезон закінчив у «Айнтрахті» (Франкфурт-на-Майні) 2 Бундесліга.

## Інше
Під час своєї ігрової кар'єри Ашерл вивчав юриспруденцію у Гейдельберзькому університеті Рупрехта-Карла. Зараз він працює адвокатом у Торонто, і є фахівцем з німецького права.